# 청훙하오
청훙하오(중국어: 程宏昊, 병음: Cheng Honghao, 한자음: 정굉호, 1998년 1월 24일 ~ )는 중화인민공화국의 바둑 기사이다. 안후이성 안칭시 출신으로 중국기원 소속의 3단이다.

## 경력
안후이성 안칭시에서 태어난 청훙하오는 2014년 프로 바둑에 입단했다. 같은해 제2회 바이링배 예선에서 멍타이링에게 패배했고, 2015년 제2회 몽백합배 세계 바둑 오픈전 예선에서 김동호에게 져서 본선 진출에 실패했다. 2016년 제3회 바이링배 예선에서 류민형에게 패배했고, 같은해 5월 제1회 신아오배 세계바둑오픈 예선에서는 리화쑹와 고정옌에게 승리를 거뒀지만 탄샤오에게 져서 탈락했다. 2017년 제3회 몽백합배 예선에서 무쓰우라 유타와 마오루이룽, 장하오를 차례로 물리치고 본선에 진출했지만 라이언 리에게 패배하여 탈락했다. 2017년 4월 제22회 LG배 세계기왕전 예선에서 류위항에게 이겼지만 쉬자양에게 져서 탈락했지만 같은해 3단으로 승단했다.